# Canas (São Paulo)
Pour les articles homonymes, voir Cañas.
Canas est une municipalité brésilienne de l'État de São Paulo et de la Microrégion de Guaratinguetá.

## Démographie
| Évolution de la population (municipalité) | Évolution de la population (municipalité) | Évolution de la population (municipalité) | Évolution de la population (municipalité) |
| Année                                     | Population                                |                                           | %±                                        |
| ----------------------------------------- | ----------------------------------------- | ----------------------------------------- | ----------------------------------------- |
| 2000                                      | 3 614                                     |                                           | —                                         |
| 2010                                      | 4 385                                     |                                           | 21,3%                                     |
| 2022                                      | 4 931                                     |                                           | 12,5%                                     |
| ,                                         |                                           |                                           |                                           |